# Esavarri (Arrazua-Ubarrundia)
Esavarri es un despoblado que actualmente forma parte del municipio de Arrazua-Ubarrundia, en la provincia de Álava, País Vasco (España).

## Toponimia
A lo largo de los siglos ha sido conocido con los nombres de Echávarri y Essavarri.

## Historia
Documentado desde 1025 (Reja de San Millán), formando parte de la Merindad de Gamboa.
Se despobló antes de 1257 siendo sus tierras repartidas entre los concejos de Mendizábal y Nanclares de Gamboa.
A causa de la construcción del embalse de Ullíbarri-Gamboa, el 10 de mayo de 1957, la mayoría de su superficie fue sepultada bajo sus aguas.